# Момин връх
Момин връх (2480 м) е разположен в западната част на Северен Пирин. Издига се на Синанишкото странично било, на изток от Синаница, от който го отделя скалист процеп и на югозапад от Георгийца. На изток от върха в южна посока се отделя ридът Юрушки гобища. Северозападните му склонове са отвесна 200-метрова скала, обект на алпинизъм. Изграден е от мрамори и шисти. Момин връх е обезлесен, като на места по ниските му части се срещат гнезда от високопланинска хвойна и клек. Най-удобен изходен пункт за изкачването му е хижа Синаница.
Всъщност върхът е част от масива на Синаница, но в по-новата литература често се означава като отделен връх. Мнозина считат, че названието Момин връх е ново и приписваните му легенди са доста украсени. Според Атанас Вълчев името на върха е дадено от група катерачи през 1950 година по времето на летен алпийски курс в района.